# Sånger om kvinnor

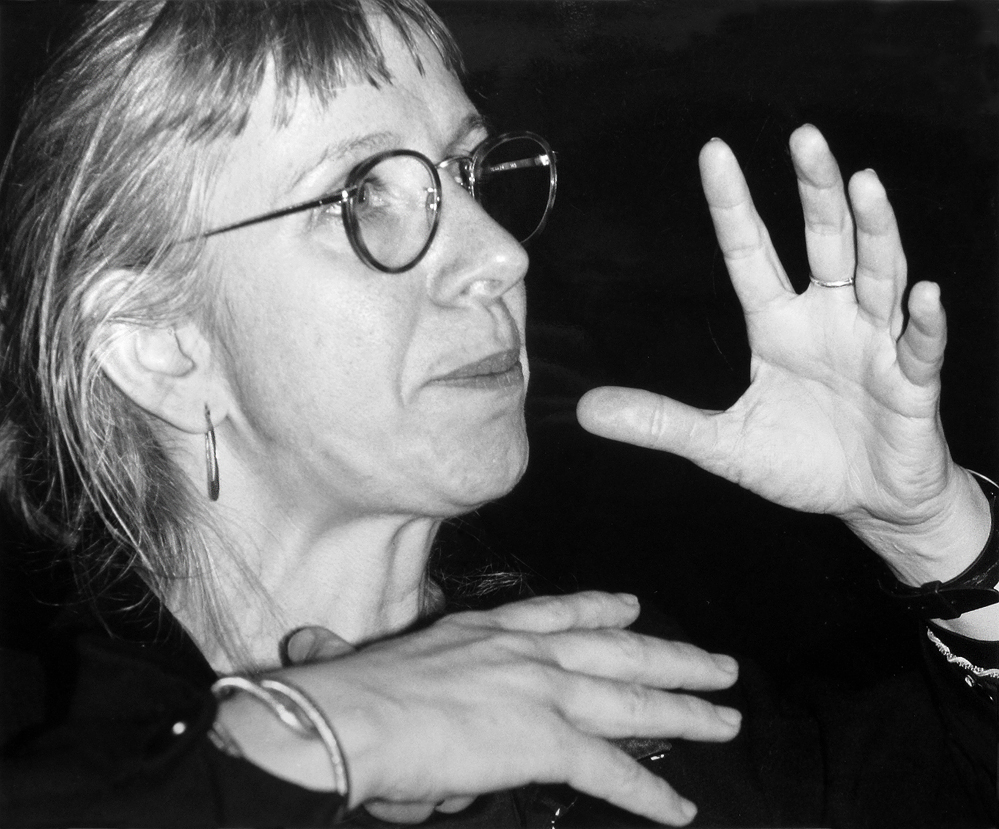
Suzanne Osten skrev flera av skivans låtar och sjöng på vissa

Sånger om kvinnor är ett musikalbum utgivet på skivbolaget MNW (skivnummer MNW 23P) 1971. Det var inte någon artist eller musikgrupp som gav ut skivan, utan det rörde sig om kollektivt projekt bland medlemmar av Grupp 8 med syfte att ge ut en skivinspelning med sånger om kvinnors villkor och vardag.
Projektet började som en pjäs, Tjejsnack, skriven av Suzanne Osten och Margareta Garpe för Stockholms Stadsteater. Med pjäsen turnerade man runt på ungdomsgårdar i Stockholms förorter. Skivbolaget MNW önskade göra ett helt album, men låtarna från Tjejsnack skulle inte räcka. Totalt inkluderades tre låtar från Tjejsnack: "Det var en gång en kille som ville", "Du kan bli på smällen" och "Vi måste höja våra röster", men för de återstående spåren togs flera andra låtskrivare in, däribland poeten Sonja Åkesson, Louise Waldén och Leif Nylén. Ambitionen med skivan var att skildra kvinnoöden i 1970-talets Sverige och textinnehållet spänner från att vara personliga till uttalat politiska.
Ett stort antal kvinnor turades också om att sjunga på skivan, bland annat Dramaten-skådespelaren Ulla Sjöblom och Marie Selander. Musiken var dock skriven av män, i de flesta fall Gunnar Edander. Samtliga musiker som medverkade på skivan var också män, hämtade från grupper som Blå tåget och Gläns över sjö & strand, något Sånger om kvinnor fick utstå kritik för. Gunilla Thorgren, som då var verksam på MNW, var missnöjd med detta och ansåg att det borde gå att göra en kvinnoskiva med bara kvinnor, medan Suzanne Osten menade att det inte gått att få tag på kvinnliga tonsättare och musiker.
Skivan återutgavs på LP och CD 2009. LP-versionen hade samma låtlista som originalet, medan CD-versionen var något förkortad och endast innehöll tolv låtar (istället för originalets sjutton). Flera av låtarna finns också med på en samlingsskiva med namnet Sånger om kvinnor, utgiven av MNW 2004 och där även andra gruppen som till exempel Nationalteatern och Röda bönor medverkar. Låtarna "Vi måste höja våra röster", "Vi är många" och "Törnrosa" har också inkluderats på flera andra samlingsskivor med proggmusik. "Vi är många" fanns också med i filmen Tillsammans (2000) och "Vi måste höja våra röster" i kortfilmen Väninnor (1996) och TV-serien Upp till kamp (2007).
Skivan belönades med en Grammis år 1972. Omslaget ritades av Gittan Jönsson.

## Låtlista
Där inte annat anges är musiken skriven av Gunnar Edander.

### 1971 års utgåva
Sida A
1. "Vi är många" - 3:42 (text: Wava Stürmer, sång: Marie Selander)
2. "Också du" - 1:45 (text: Suzanne Osten, Louise Waldén, sång: Ulla Sjöblom)
3. "Innerst inne är du en riktig kvinna, Louise" - 3:23 (text: Louise Waldén, sång: Marie Selander)
4. "Den ensamma mamman i traversen" - 3:48 (text: Sonja Åkesson, sång: Ulla Sjöblom)
5. "Där fruarna bo" - 2:30 (text: Sonja Åkesson, sång: Lottie Ejebrant, Jane Friedmann)
6. "Vaggsång" - 1:00 (text: Sonja Åkesson, sång: Liselotte Nilsson)
7. "Kvinnorna i hagen" - 2:57 (text: Louise Waldén, sång: Ulla Sjöblom)
8. "Ellen sa nej" - 2:04 (text och sång: Suzanne Osten)

Sida B
1. "Eva Maria Andersson" - 2:53 (text: Wava Stürmer, sång: Ulla Sjöblom)
2. "Sommarens sista krusbär" - 1:28 (text: Suzanne Osten, sång: Marie Selander)
3. "Skyffla hit hela berget får du se" - 1:10 (text: ursprungligen en kinesisk dikt, översatt av Göran Malmqvist, sång: Lottie Ejebrant)
4. "Törnrosa" - 3:05 (text och musik: Leif Nylén, sång: Marie Selander)
5. "Ska bli sjuksyster jag, tralala" - 3:26 (text: Sonja Åkesson, sång: Lottie Ejebrant)
6. "Vi tror på kärleken" - 1:04 (text: Suzanne Osten, sång: Liselotte Nilsson, Suzanne Osten, Lottie Ejebrant)
7. "Det var en gång en kille som ville" - 1:15 (text: Margareta Garpe, Suzanne Osten, sång: Jane Friedmann, Lise-Lotte Nilsson, Lena Söderblom och "tjejkören")
8. "Du kan bli på smällen" - 1:03 (text: Margareta Garpe, Suzanne Osten, sång: Marie Selander, Lottie Ejebrant
9. "Vi måste höja våra röster" - 2:52 (text: Margareta Garpe, Suzanne Osten, sång: Lise-Lotte Nilsson)

### 2009 års CD-utgåva
1. "Vi är många" - 3:42 (text: Wava Stürmer, sång: Marie Selander)
2. "Också du" - 1:45 (text: Suzanne Osten, Louise Waldén, sång: Ulla Sjöblom)
3. "Innerst inne är du en riktig kvinna, Louise" - 3:23 (text: Louise Waldén, sång: Marie Selander)
4. "Den ensamma mamman i traversen" - 3:48 (text: Sonja Åkesson, sång: Ulla Sjöblom)
5. "Där fruarna bo" - 2:30 (text: Sonja Åkesson, sång: Lottie Ejebrant, Jane Friedmann)
6. "Vaggsång" - 1:00 (text: Sonja Åkesson, sång: Liselotte Nilsson)
7. "Kvinnorna i hagen" - 2:57 (text: Louise Waldén, sång: Ulla Sjöblom)
8. "Ellen sa nej" - 2:04 (text och sång: Suzanne Osten)
9. "Eva Maria Andersson" - 2:53 (text: Wava Stürmer, sång: Ulla Sjöblom)
10. "Sommarens sista krusbär" - 1:28 (text: Suzanne Osten, sång: Marie Selander)
11. "Skyffla hit hela berget får du se" - 1:10 (text: ursprungligen en kinesisk dikt, översatt av Göran Malmqvist, sång: Lottie Ejebrant)
12. "Törnrosa" - 3:05 (text och musik: Leif Nylén, sång: Marie Selander)

## Medverkande
| Sångare - Anna-Lisa Bäckman - Lottie Ejebrant - Jane Friedmann - Margareta Garpe - Gittan Jönsson - Lise-Lotte Nilsson - Suzanne Osten - Marie Selander - Ulla Sjöblom - Wava Stürmer - Lena Söderblom - Louise Waldén - Sonja Åkesson | Musiker - Tord Bengtsson - bas, gitarr, piano - Bengt Berger - trummor, congas - Gunnar Edander - elpiano, cittra - Sam Ellison - trummor - Roland Keijser - flöjt, saxofon, elpiano - Leif Nylén - trummor, congas, klockor - Odd Wallmark - gitarr - Kjell Westling - flöjt, saxofon, fiol, gitarr - Hans Wiktorsson - congas - Urban Yman - fiol, cello, bas |

## Mottagande
Sånger om kvinnor finns med som en av titlarna i boken Tusen svenska klassiker. Författarna menar att skivan är sjuttiotalsvänsterns "musikaliska manifest". Den danska sångerskan Trille utgav danska tolkningar av fyra visor från albumet på EP:n 4 sange om kvinder (1973).

### Fotnoter
1. 1 2  ”Sånger om kvinnor”. Discogs.com. http://www.discogs.com/S%C3%A5nger-Om-Kvinnor-S%C3%A5nger-Om-Kvinnor/release/2987279. Läst 18 augusti 2012.
2. ↑  Alf Arvidsson: Musik och politik hör ihop. Diskussioner, ställningstaganden och musikskapande 1965–80, Gidlunds förlag 2008, ISBN 978-91-7844-763-3, sid. 113.
3. 1 2 3 4 5  Gradvall et al (2009), s. 350
4. ↑  ”Sånger om kvinnor - Sånger om kvinnor”. Progg.se. Arkiverad från originalet den 26 juli 2011. https://web.archive.org/web/20110726055244/http://www.progg.se/band.asp?ID=28&skiva=115. Läst 18 augusti 2012.
5. ↑  Gunilla Thorgren: Grupp 8 & jag, Norstedts 2003, sid. 257.
6. ↑  ”V/a - Sånger om kvinnor”. Discogs.com. http://www.discogs.com/Various-S%C3%A5nger-Om-Kvinnor/release/3596126. Läst 18 augusti 2012.
7. ↑  ”Sånger om kvinnor - samlingsalbum”. Discogs.com. http://www.discogs.com/artist/S%C3%A5nger+Om+Kvinnor#t=Appearances_Compilations&q=&p=1. Läst 18 augusti 2012.
8. ↑  ”Tillsammans”. Svensk Filmdatabas. http://sfi.se/sv/svensk-filmdatabas/Item/?itemid=43247&type=MOVIE&iv=Music&ref=/templates/SwedishFilmSearchResult.aspx?id%3d1225%26epslanguage%3dsv%26searchword%3dtillsammans%26type%3dMovieTitle%26match%3dBegin%26page%3d1%26prom%3dFalse. Läst 18 augusti 2012.
9. ↑  ”Gunnar Edander”. Svensk Filmdatabas. http://sfi.se/sv/svensk-filmdatabas/Item/?type=PERSON&itemid=89582&iv=MUSIC. Läst 18 augusti 2012.